# Machine Sazi Arak
Machine Sazi Arak (MSA) ist ein iranisches Produktionsunternehmen, das 1967 auf einer Fläche von 134 Hektar in der Stadt Arak gegründet wurde, um petrochemische Anlagen, Kraftwerke, Brücken, Öl- und Gasraffinerien zu errichten.

## Aktivitäten und Produkte

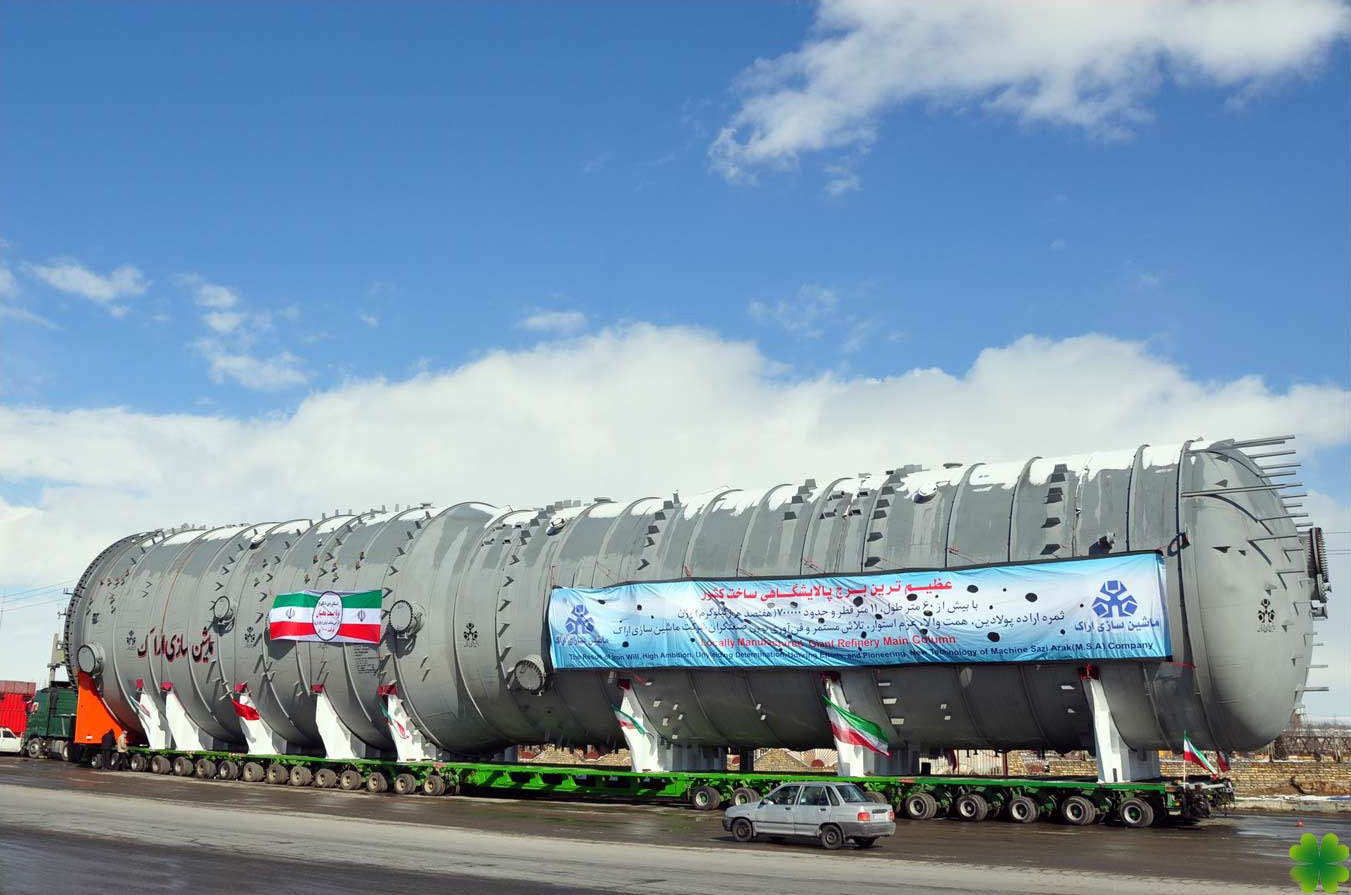
Rektifikationskolonne, hergestellt von Machine Sazi Arak (MSA)

Einige der Aktivitäten und Produkte von MSA sind folgende: Ingenieurwissenschaften, Beschaffung, Bauausführung, Installation von Öl-, Gas-, Petrochemie- und Kraftwerksausrüstungen einschließlich Lagertanks, mobile und feste Druckbehälter, Heizkessel, Rektifikationskolonnen, Wärmetauscher, Kältemaschinen, Tanks, Bohrtürme, Müllverbrennungsanlagen, chemische Reaktoren, Turbinen, Kräne, Armaturen und hydromechanischen Ausrüstungen für Dämme, Feuerrohr- und Wasserrohrkessel sowie Kombikessel für Stahl- und schwere Stahlkonstruktionen, Herstellung legierter Stähle, Druckflansche, Industrieringe, Achs- und Eisenbahnreifen, Stahlkugeln, Hochleistungsindustrieöfen sowie Herstellungsmaschinen und -anlagen und industrielle Verbrennungsanlagen.